# Sharon (Tennessee)
Sharon es un pueblo ubicado en el condado de Weakley en el estado estadounidense de Tennessee. En el Censo de 2010 tenía una población de 944 habitantes y una densidad poblacional de 321,41 personas por km².

## Geografía
Sharon se encuentra ubicado en las coordenadas 36°14′1″N 88°49′30″O / 36.23361, -88.82500. Según la Oficina del Censo de los Estados Unidos, Sharon tiene una superficie total de 2.94 km², de la cual 2.94 km² corresponden a tierra firme y (0%) 0 km² es agua.

## Demografía
Según el censo de 2010, había 944 personas residiendo en Sharon. La densidad de población era de 321,41 hab./km². De los 944 habitantes, Sharon estaba compuesto por el 89.19% blancos, el 9.22% eran afroamericanos, el 0.21% eran amerindios, el 0.11% eran asiáticos, el 0% eran isleños del Pacífico, el 0.42% eran de otras razas y el 0.85% pertenecían a dos o más razas. Del total de la población el 1.06% eran hispanos o latinos de cualquier raza.